# Siegfried Haas (Künstler, 1921)
Siegfried Haas (* 8. Juni 1921 in Giengen an der Brenz; † 8. April 2011 in Rottweil) war ein deutscher Maler, Bildhauer, Zeichner und Glasgestalter.

## Leben

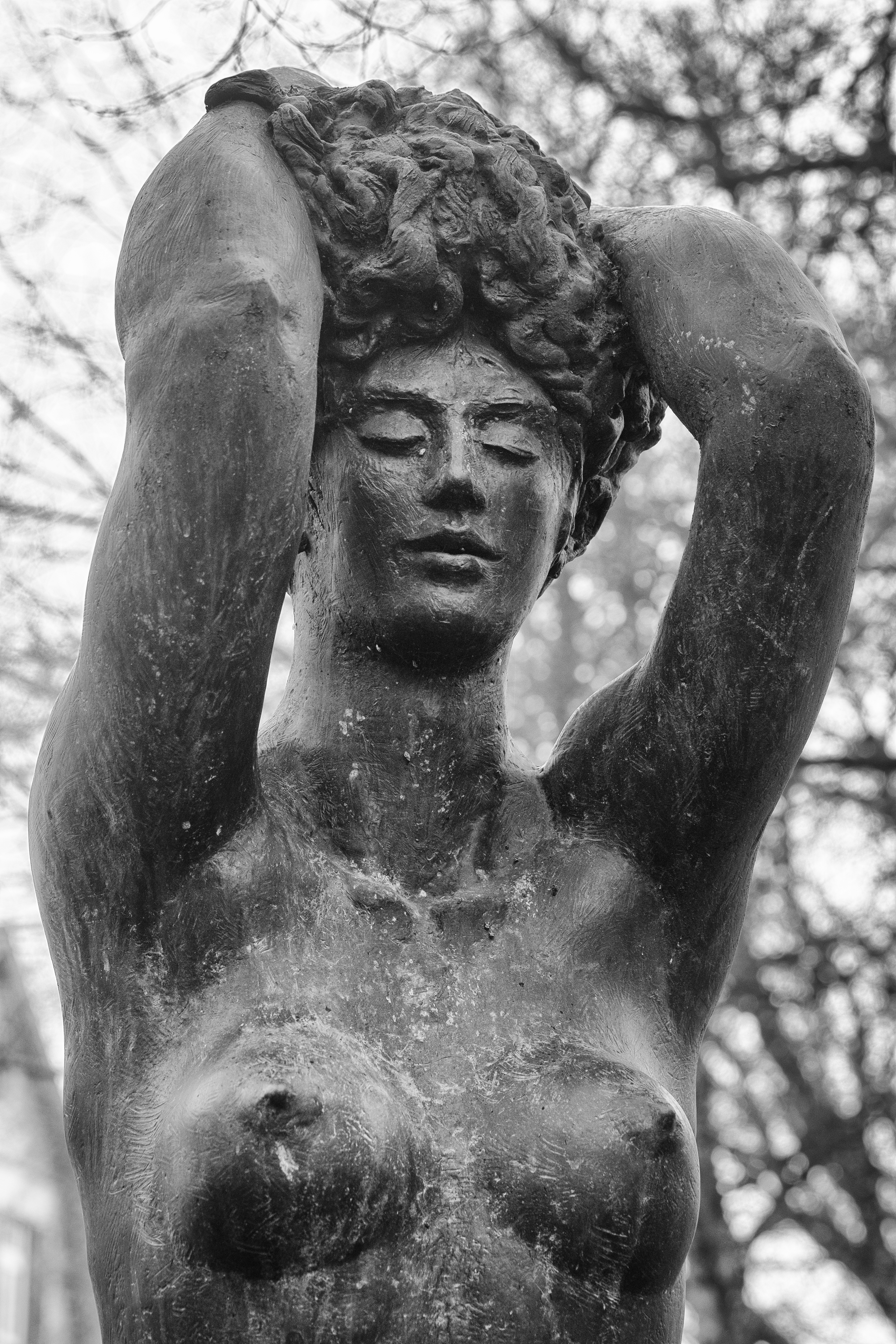
Diotima in Rottweil

Haas zog 1930 mit seinen Eltern nach Schramberg und wuchs dort mit seinen vier Geschwistern auf. Von 1934 bis 1938 lebte er in Holland, wo er eine Klosterschule des Franziskanerordens besuchte. 1938 kehrte er nach Schramberg zurück und erlangte das Abitur. Von 1941 bis 1944 studierte er an der Akademie der Bildenden Künste in Stuttgart. Ab 1944 kämpfte er als Soldat im Zweiten Weltkrieg und geriet in Kriegsgefangenschaft.
1946 heiratete Haas seine Kommilitonin Ingrid Starcke (* 1921), mit der er acht Kinder bekam. Ab 1956 hatte er ein eigenes Atelier in Rottweil zusammen mit seiner Ehefrau. Haas war auch ab 1976 Lehrbeauftragter für Kirchenbau an der Universität Tübingen. 2011 starb er im Alter von 89 Jahren in Rottweil.

## Werk
Siegfried Haas machte sich vor allem um die Gestaltung und die Ausstattung von Altarräumen katholischer Kirchen verdient. Unter anderem stattete er St. Monika in Köln (1970) und die Pfarrkirchen in Calw (1976), Forchheim (1976) und Breitnau (1977) aus.
In den 1950er Jahren konzentrierte sich Haas auf die Seccomalerei. Seine Wandbilder weisen umrissorientierte, stilisiert-archaisierende Formen auf, welche sich ebenso in seinen grafischen Arbeiten (Linol- und Holzschnitte) wiederfinden. Er schuf eine Reihe von Kreuzwegzyklen, daneben Szenen zur Schöpfungsgeschichte und zur  Passion Christi. Neben Wandbildern gestaltete er auch Glasfenster. In den 1990er Jahren wurde sein Stil volkstümlich-realistischer und malerischer. Er war zudem als Illustrator religiöser Jugendliteratur tätig.
Seit den 1970er Jahren widmete sich Haas bevorzugt der Bildhauerei. Er arbeitete vor allem in Bronze, Beton- und Aluminiumguss, aber auch Stein und Keramik. Seine Werke weisen einen expressiven Ausdruck und verknappte, teilweise kubische Formen auf.

## Ehrungen
2004 erhielt Haas den Verdienstorden des Landes Baden-Württemberg. 2010 verlieh Papst Benedikt ihm die Würde eines „Ritters vom Orden des Heiligen Papstes Silvester“.
Anlässlich des hundertsten Geburtstages des Künstlers wurde 2021 der Siegfried-Haas-Platz in Rottweil nach ihm benannt. Im dortigen Stadtgraben befindet sich seit 2011 seine Skulptur Diotima.

## Werke (Auswahl)

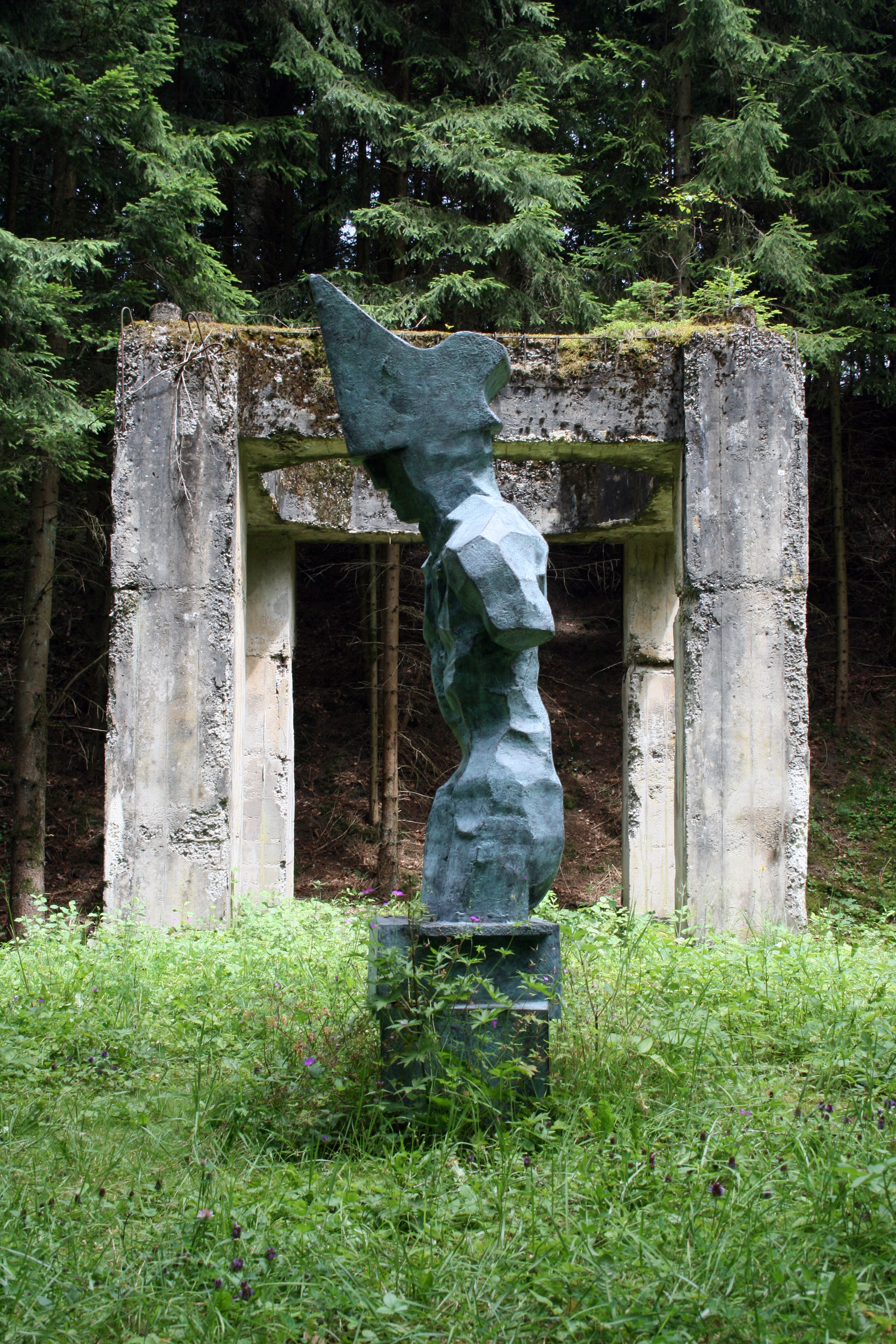
Macht ist Ohnmacht, Gedenkstätte Eckerwald

### Bildhauerarbeiten
- Kölner Madonna, Aluminiumguss, 1970, St. Monika, Köln
- Rottweiler Madonna, Aluminium/Bronzeguss, 1972, Auferstehungskirche Rottweil
- Madonna, Aluminium- und Bronzeguss, 1976, Pfarrkirche Forchheim
- Kreuzweg, Bronzereliefs, 1977/1978, Bruder-Klaus-Kirche, Stuttgart
- Narrenbrunnen, 1987, Kisslegg
- Schutzmantelmadonna, Bronze, 1988, Vorplatz St. Maria, Schramberg
- Häftling, Bronze, 1989, Gedenkstätte Eckerwald, Schörzingen
- Kreuzweg, Bronze, 1991, St. Petrus, Tübingen
- Macht ist Ohnmacht, Torso, 2004, Gedenkstätte Eckerwald, Schörzingen
- Diotima, Bronze, zunächst im Garten des Künstlers, nach verschiedenen Standortwechseln seit 2011 Stadtgraben Rottweil, seit 2021 Eigentum der Stadt Rottweil
- Auferstandener, Heilig-Geist-Kirche, Frankfurt am Main
- Schramberger Madonna, Aluminium/Bronzeguss, 1976, Friedhofshalle Schramberg-Sulgen

### Wandbilder
- Passionszyklus, Seccomalerei, 1947–1949, Stadt-Pfarrkirche Aulendorf
- Abendmahl und Szenen zum Neuen Testament, Seccomalerei, 1949/1950, Refektorium Franziskanerkloster Riedlingen
- Jüngstes Gericht, Altarraumfresko, 1952, Stadt-Pfarrkirche Backnang
- Kreuzweg, Fresko, 1952, St. Christophorus Stuttgart
- Kreuzweg, 1953/1954, Stadt-Pfarrkirche Leonberg
- Kreuzwegzyklus, Öl, 1993/1995, Herz-Jesu-Kirche Stuttgart
- Es war kalt, bevor du kamst, Acryl auf Holz, 2004, Foyer Regierungspräsidium Freiburg
- Seccomalerei, St. Anna, Beutelbach
- Schöpfung der Tiere (mit Willibrord Haas), Schule, Ehingen